# Trent Seven
Benjamin Maurice Webb est un catcheur anglais né le 21 août 1981 à Wolverhampton en Angleterre. Il travaille actuellement à la Total Nonstop Action Wrestling.
En 2018, il remporte les NXT Tag Team Championships avec Tyler Bate.

## Biographie

### Chikara (2015–2017)
Le 21 août, lui et Tyler Bate battent Los Ice Creams (El Hijo del Ice Cream et Ice Cream Jr.), N_R_G (Hype Rockwell et Race Jaxon) et The Devastation Corporation (Blaster McMassive & Flex Rumblecrunch) et remportent les CHIKARA Campeonatos de Parejas Championship.

### Progress Wrestling (2016–...)
Le 25 septembre 2016 lors de Chapter 36 : We're gonna need a bigger room ... again, Trent Seven & Pete Dunne battent James Davis & Rob Lynch et remportent les Progress Tag Team Championships.
Le 27 novembre lors de Chapter 39, ils conservent les titres en battant Lynch et Davis.

### World Wrestling Entertainment (2016-2022)

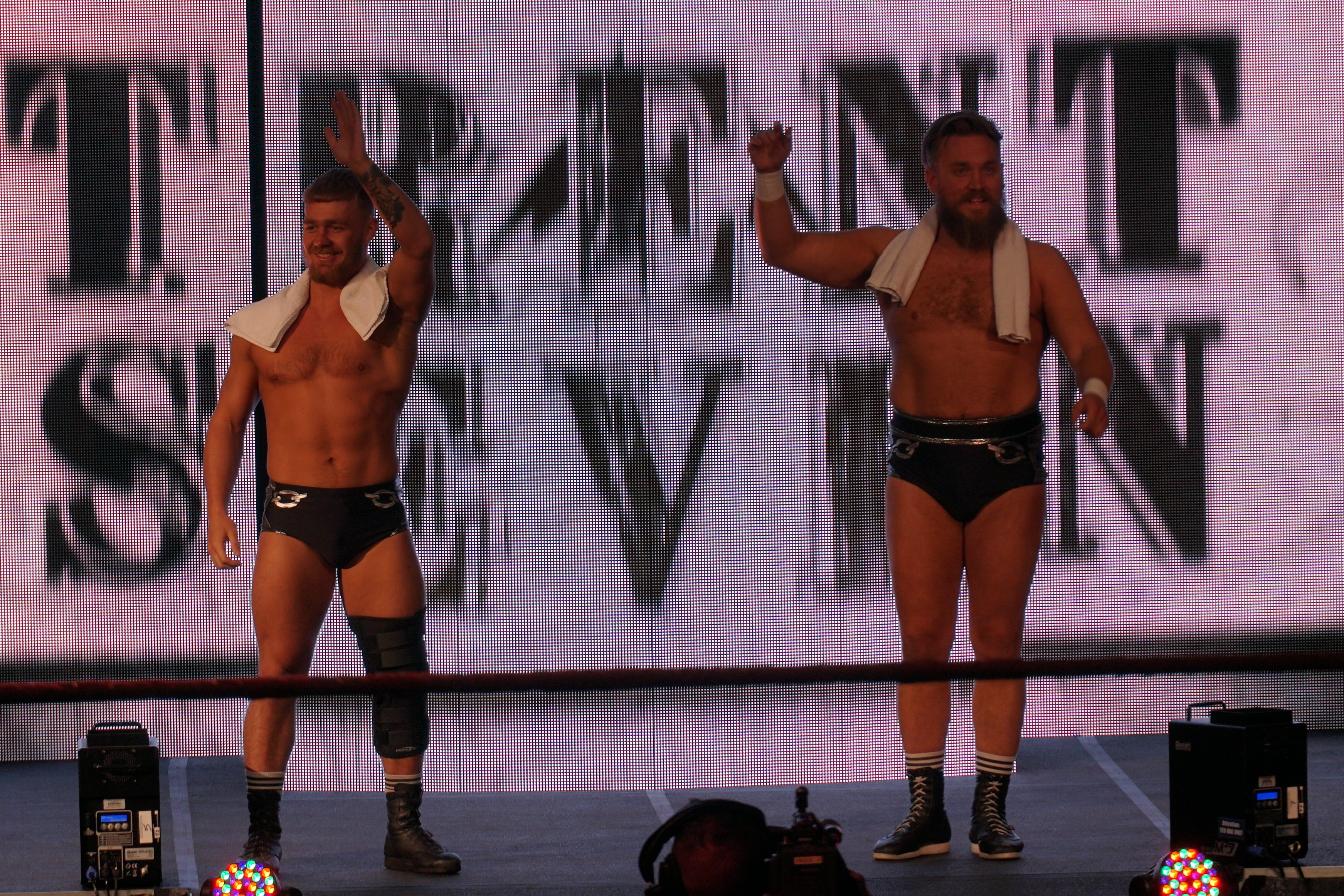
Seven (à droite) avec son coéquipier de British Strong Style, Tyler Bate.

Le 15 décembre, 2016, il a été révélé que Seven serait l'un des 16 hommes en compétition dans un tournoi de deux nuits pour couronner le tout premier WWE United Kingdom Champion.
Le 26 juin, lui et Tyler Bate battent The Undisputed Era (Roderick Strong et Kyle O'Reilly) et remportent les NXT Tag Team Championship.
Le 9 décembre à NXT UK, ils battent Pretty Deadly et remportent les NXT UK Tag Team Championship. Le 2 juin 2022 à NXT UK, ils perdent les titres contre Ashton Smith et Oliver Carter dans un Triple Threat Match qui comprenaient également Die Familie (Rohan Raja et Teoman). Le 16 juin à NXT UK, il effectue un Heel Turn en attaquant Tyler Bate, mettant fin à Moustache Mountain.
Fin 2022, NXT UK prend fin et Trent Seven est licencié de la WWE, tandis que son comparse Tyler Bate fut envoyé dans le roster principal de la structure américaine.

### All Elite Wrestling (2022-2023)
Le 9 décembre 2022 à AEW Rampage il fait ses débuts comme adversaire mystère d'Orange Cassidy choisi par Kip Sabian dans un match pour le titre All-Atlantic, que Cassidy conserva.

### Impact Wrestling (2023-...)
Le 9 décembre 2023, il fait ses débuts lors de l'évènement Final Resolution en tant que partenaire mystère de Mike Bailey en battant The Rascalz (Trey Miguel et Zachary Wentz). Après le match, il a officiellement rejoint la structure, signant son contrat sur le dos de Bailey.

## Palmarès
- Attack! Pro Wrestling
  - 1 fois Champion Attack! 24:7
  - 1 fois Champion Attack! Tag Team (avec Tyler Bate)

- CHIKARA
  - 1 fois Chikara Campeonatos de Parejas (avec Tyler Bate)
  - Vainqueur du tournoi King of Trios (2017) (avec Pete Dunne et Tyler Bate)

- Fight Club: Pro
  - 1 fois Champion FCP
  - 1 fois Champion par équipe FCP (avec Tyler Bate)
  - Vainqueur de l'Infinity Trophy (2013)

- Insane Championship Wrestling
  - 1 fois Champion du monde poids lourds ICW

- International Wrestling Syndicate
  - 1 fois champion du monde par équipe IWS (avec Tyler Bate)
- Over The Top Wrestling
  - 1 fois champion du monde par équipe OTT (avec Tyler Bate)

- Progress Wrestling
  - 1 fois Champion Progress Atlas
  - 3 fois Champion par équipe Progress (une fois avec Pete Dunne et deux fois avec Tyler Bate)

- Revolution Pro Wrestling
- 1 fois RPW Undisputed British Tag Team Champion (avec Tyler Bate)

- Wrestling GO!
  - 2 fois Wrestling GO! 24/7 Watermelon Champion

- World Wrestling Entertainment
  - 1 fois Champion par équipe NXT (avec Tyler Bate)
  - 1 fois Champion par équipe NXT UK (avec Tyler Bate )
  - Vainqueur du NXT Tag Team Championship Invitational (2018) avec Tyler Bate

## Récompenses des magazines
- Pro Wrestling Illustrated

| Année | 2018 | 2019 | 2020 | 2021 à 2022 | 2023 | 2024 |
| ----- | ---- | ---- | ---- | ----------- | ---- | ---- |
| Rang  | 168  | 111  | 177  | Non classé  | 355  | 298  |